# أولاف هولت
أولاف هولت (بالنرويجية البوكمول: Olav Holt)‏ هو بروفيسور وفيزيائي نرويجي، ولد في 7 يناير 1935.